# Exoristobia klinoclavata
Exoristobia klinoclavata är en stekelart som beskrevs av Xu 2000. Exoristobia klinoclavata ingår i släktet Exoristobia och familjen sköldlussteklar. Inga underarter finns listade i Catalogue of Life.